# Angleseyská fotbalová reprezentace
Angleseyská fotbalová reprezentace reprezentuje Anglesey/Ynys Môn v přátelských utkáních a na Ostrovních hrách.

## Výsledky na Ostrovních hrách
Anglesey na Ostrovních hrách
Tučně je vyznačena medaile
Kurzívou pořádání turnaje 
| Ročník | Umístění            |
| ------ | ------------------- |
| 1989   | 2. místo            |
| 1991   | 2. místo            |
| 1993   | 3. místo ve skupině |
| 1995   | 3. místo ve skupině |
| 1997   | 2. místo            |
| 1999   | 1. místo            |
| 2001   | 2. místo            |
| 2003   | 2. místo ve skupině |
| 2005   | 3. místo ve skupině |
| 2007   | 3. místo ve skupině |
| 2009   | 2. místo ve skupině |
| 2011   | 3. místo ve skupině |
| 2013   | bez účasti          |
| 2015   | 2. místo ve skupině |
| 2017   | 2. místo ve skupině |
| 2023   | 2. místo            |

V roce 2019 pořádal hry Gibraltar, který neměl dost stadionů. Hrálo se v Anglesey a výsledky se nepočítají do oficiálních statistik her.
| Ročník | Umístění |
| ------ | -------- |
| 2019   | 1. místo |

## Známí hráči
- Dion Donohue
- Jay Gibbs